# قرار مجلس الأمن التابع للأمم المتحدة رقم 252
قرار مجلس الأمن التابع للأمم المتحدة رقم 252، الذي اعتمد في 21 مايو 1968م، بعد رسالة من الممثل الدائم للأردن، والاستماع إلى بيانات من إسرائيل والأردن، والإجراءات التي اتخذتها إسرائيل ضد قرارات الجمعية العامة المتخذة بشأن هذه المسألة، أكد المجلس من جديد أن الاستيلاء على الأراضي بالغزو العسكري غير مقبول، وأعرب عن أسفه لفشل إسرائيل في الامتثال لقرارات الجمعية العامة. اعتبر المجلس جميع التدابير التشريعية والإدارية والإجراءات التي تميل إلى تغيير الوضع القانوني للقدس باطلة ولا يمكن أن تغير هذا الوضع ودعا إسرائيل عى وجه الاستعجال إلى إلغاء جميع هذه التدابير التي اتخذت بالفعل والكف فورًا عن اتخاذ أي إجراء آخر يميل إلى تغيير وضع القدس.
تم تمرير القرار بأغلبية 13 صوتًا مقابل لا شيء؛ كندا و‌الولايات المتحدة امتنعت عن التصويت.